# Biabou
Biabou – miasto w Saint Vincent i Grenadynach; na wyspie Saint Vincent; 1000 mieszkańców (2006).